# 北極百貨店のコンシェルジュさん
『北極百貨店のコンシェルジュさん』（ほっきょくひゃっかてんのコンシェルジュさん）は日本の西村ツチカによる漫画作品。ビッグコミック増刊号（小学館）で発表され、単行本は全2巻が刊行された。第25回（2022年）第25回文化庁メディア芸術祭マンガ部門優秀賞受賞作品。また2023年には同題のアニメーション映画が制作された。

## 概要
ビッグコミック増刊号で2017年3月号から2018年12月号まで連載された。
訪れる客は全て動物という不思議な百貨店・北極百貨店を舞台に、主人公である新人コンシェルジュ・秋乃が、ひと癖もふた癖もある客からの難題に向き合い、彼らの悩みに寄り添いながら、解決のために奔走するファンタジー。その独特で不思議な世界観と美しい描写、そこで繰り広げられる⼈間ドラマが話題を呼び、「第25回⽂化庁メディア芸術祭マンガ部⾨優秀賞」を受賞した。
連載開始にあたって西村は「絶滅動物を描きたい」と述べている。

## 批評
杉本バウエンス・ジェシカは、西村の画風にアメリカ合衆国の絵本作家エドワード・ゴーリーへのオマージュを感じることを指摘すると共に、作品に描かれる動物たちが、ただ単にかわいいだけではなく、それぞれに個性を持って、しっかりとした人格を持っていることを指摘している。絶滅種となった動物たちが、人間の傲慢な過剰消費の象徴とも言える百貨店に客として訪れるのだが、前述のようにしっかりとした人格を持っているがために読者の記憶に残り、物語全体では、不思議と癒しを覚え、時に切なくなる。百貨店の客である動物たちに感情移入しながら本作を読むことで、読者は過剰消費による環境破壊を意識すると、杉本は指摘する。

## あらすじ
新人コンシェルジュの秋乃（人間）は、⼀癖も⼆癖もある個性的な動物の「お客様」たち相手に悪戦苦闘しながらも全⼒で仕事ち向き合う。
百貨店のフロアで来客に「お声がけ」する秋乃であったが、エルルを踏みつけたりと粗相を繰り返す。そのことをフロア・マネージャーの東堂に一喝されるが、東堂の言葉をヒントに客の目線の高さに着目する。取引先の社長であるワライフクロウ夫妻を接待するために付き添っていた広告会社のフェレットから「社長夫妻の買い物は2人で完結してしまうために、接待にならない」という悩みを聞いた秋乃はワライフクロウ婦人が迷って買わなかった品物を後から贈る事をフェレットにアドバイスした。これが功を奏して、フェレットの会社はワライフクロウ社長の会社の広告を任される。フェレットから礼を言われた秋乃は、コンシェルジュとしての自信を少しだけ深める。（以上、第1話「笑うお客さま」）

## 主な登場人物
秋乃（あきの）
北極百貨店の新人コンシェルジュ。
東堂（とうどう）
北極百貨店のフロア・マネージャー。
岩瀬（いわせ）
秋乃の先輩コンシェルジュ。
森（もり）
秋乃の大先輩コンシェルジュ。
エルル
北極百貨店内を歩いているオオウミガラス。秋乃からはペンギンと認識されている。

## 用語
北極百貨店 （ほっきょくひゃっかてん）
舞台となる詳細不明な百貨店。画廊やレストランも併設され、毎日多くの客で賑わうが、客は全て動物である不思議もある。それでいて従業員は全て人間。
V・I・A
Very Important Animalのことで、作中では現実世界の絶滅種動物を指す。
東堂の意向もあり、百貨店では丁重にもてなされる。

## 賞歴
- 第25回文化庁メディア芸術祭マンガ部門 優秀賞[3][6]

## 書誌情報
ビッグコミックススペシャル（小学館）より、全2巻
1. 2017年11月30日発行 ISBN 978-4-09-189763-3
松本大洋と恩田陸が帯にて推薦コメントを寄せている[8]。
2. 2020年10月30日発行 ISBN 978-4-09-860337-4
板垣巴留が帯にて推薦コメントを寄せている[9]。

## アニメ映画
2023年10月20日より、アニプレックスの配給で劇場公開された。
監督はTVアニメ『ボールルームへようこそ』でアニメ初監督を務め、今作で劇場版アニメの監督に初挑戦した板津匡覧、アニメーション制作はProduction I.G。脚本は、第1回市川森一脚本賞を受賞した『恋するハエ女』や『忘却のサチコ』、『凪のお暇』などのドラマのほか、『漁港の肉子ちゃん』『後宮の烏』などのアニメ作品も手掛けてきた大島里美が担当した。また、キャラクターデザインは森田千誉、劇中音楽はtofubeatsが担当し、主題歌はMyukによる「Gift」。主人公・秋乃役の声はこれが映画初主演となる川井田夏海。なお、監督の板津は名アニメーターとして知られるが、本作では絵コンテなど基本的な絵作りはすべて自分で行っているものの、原画そのものは描いていない。
日本公開に先立ち、アヌシー国際アニメーション映画祭2023の「Screening Events（特別上映）」部門に正式招待されたほか、第27回ファンタジア国際映画祭（2023年）のAxis部門に出品され、長編アニメ部門観客賞で銀賞を受賞した。
以前から原作者の西村ツチカの作品のファンだった板津は、この作品なら自分がやりたいアニメーションのスタイルで描きたい動きを自由に描けると考え、Production I.Gの松下慶子プロデューサーに次回作として提案、企画がスタートした。
脚本では、板津が最初に自分がやりたい物語構成をプロットにして脚本家の大島に送り、大島がそのオーダーに応えた。板津は「百貨店の外には出ない作品なので、その中での場面の変化や転換の面白さを表現しようとした。百貨店は変わらないが季節ごとにディスプレイが変わることで四季を表現し、秋乃の成長物語として描いた。春に始まり春に終わることでストーリーを円環させるところからプロットを考えた」と語っている。
また画作りについては、シンプルな線で描かれたキャラクターが伸びやかに動くかつての東映動画の長編アニメの良さと、現代的なリアルなアニメーションの良さの両方を取り入れたスタイルを実現するため、キャラクターデザインの森田千誉と、端正かつシルエットだけで成立するようなシンプルな線のキャラクターを作っていった。板津は「困難を象徴する多彩な動物たちを、原作そのままのシンプルな絵作りと繊細なディテール、豊かなアニメーションで描くことを目指して制作しました」とコメントしている。
ワライフクロウ夫役の立川談春の収録のテスト時は板津が島本須美に代わってワライフクロウ妻役を演じ、掛け合いをしながら会話を作っていった。
制作に当たっては、ジョエル・ロブション、伊勢丹、髙島屋等の実際の店舗を取材している。

### キャスト
- 秋乃 - 川井田夏海 新人コンシェルジュ。試用期間中。
- エルル - 大塚剛央 百貨店内を徘徊するオオウミガラス。北極百貨店創業者の孫で三代目。
- 東堂 - 飛田展男 神出鬼没のフロアマネージャー。
- 森 - 潘めぐみ 秋乃の先輩コンシェルジュ。
- 岩瀬 - 藤原夏海 秋乃の先輩コンシェルジュ。眼鏡をかけている。
- 丸木 - 吉富英治 ベテランコンシェルジュ。定年退職済であるが人手が足りない時に応援として勤務している。
- 給仕長 - 福山潤 北極百貨店内レストランの給仕長。
- トキワ - 中村悠一 リストラ執行人として従業員をチェックする。秋乃へのチェックは特に厳しい。
- ウーリー - 津田健次郎 ケナガマンモスの造形作家。
- クズリ - 高木渉 ウーリーのマネジャー[15]。
- 百貨店の客
  - ワライフクロウ夫 - 立川談春 妻の喜ぶ姿が見たいと妻へのプレゼントを買いに来た高齢の社長。
  - ワライフクロウ妻 - 島本須美 高齢の社長夫人。
  - ウミベミンク娘 - 寿美菜子 久しぶりに再会する父親に贈るプレゼントを買いに来た。
  - ウミベミンク父 - 家中宏 久しぶりに再会する娘に贈るプレゼントを買いに来た。
  - クジャク - 七海ひろき 店内のあちらこちらで彼女へ愛を語らい、求愛行動を繰り広げる。
  - クジャク彼女 - 花乃まりあ
  - ニホンオオカミ - 入野自由 彼女へのプロポーズに悩む弱気な青年。レストラン利用客。プロポーズに先駆けて1人で下見に来ていたところ、給仕長に彼女にすっぽかされたと勘違いされた。
  - 二ホンオオカミ彼女 - 花澤香菜
  - バーバリライオン - 村瀬歩 彼女の思い出の香水を探している。
  - バーバリライオン彼女 - 陶山恵実里 名前はテーザ[16]。告白を受ける条件として祖母の思い出の香水を求めた。その後、クリスマス期間に2人で北極百貨店を訪れる。
  - カリブモンクアザラシ - 氷上恭子 ドレスを買いに来たが秋乃の従順な対応に、次第にクレーマーとなって行く。
  - ゴクラクインコ - 清水理沙 入退院を繰り返す娘（ジョンジー）へのクリスマスプレゼントを買いに来たが、予算はワンコイン。
  - ネコ - 諸星すみれ 芸術を愛するパティシエ見習い。ウーリーのファンでもある。

### スタッフ
- 原作 - 西村ツチカ『北極百貨店のコンシェルジュさん』（小学館「ビッグコミックススペシャル」刊）
- 監督 - 板津匡覧
- 脚本 - 大島里美
- キャラクターデザイン - 森田千誉
- コンセプトカラーデザイン - 広瀬いずみ
- 美術監督 - 立田一郎（スタジオ風雅）
- 動画検査 - 野上麻衣子
- 撮影監督 - 田中宏侍
- 編集 - 植松淳一
- 音響監督 - 菊田浩巳
- 音楽 - tofubeats
- 主題歌 - 「Gift」（Myuk）
- アニメーション制作 - Production I.G
- 製作 - アニプレックス、Production I.G、KDDI、ADKマーケティング・ソリューションズ、トーハン
- 配給 - アニプレックス

### 評価

#### 賞歴 (アニメ映画)
- 第26回ファンタジア国際映画祭Axis部門 - 長編アニメ部門観客賞銀賞[17]
- スコットランド・ラブズ・アニメーション2023 - 審査員賞。全会一致で選定された[18]。

#### 音楽
予告映像にも使われた「北極百貨店のテーマソング」は、映画公開前から独特のメロディーが耳に残るという評価が出ており、映画公開後は一度聴いたら耳に残って離れない「沼楽曲」と好評価である。ヨドバシカメラなどテーマソングがある店もあるが、通常、百貨店にはテーマソングは存在していない。板津からtofubeatsへは「日本の少し古いCMとかで流れていそうな、一度聴くと耳に残って離れないような曲」とのオーダーが出されており、板津の望み通りの楽曲ができあがったとも言える。